# Al Nasr-Dubai
Al Nasr-Dubai (código UCI: ANS) é um equipa ciclista profissional emirati de categoria Continental.

## Classificações UCI
A equipa participa nos circuitos continentais, principalmente no UCI Asia Tour.

## Palmarés

### Palmarés de 2016

#### Circuitos Continentais da UCI
| Datas       | Circuito                | Carreiras                            | Ganhador                 |
| 4 de março  | UCI Africa Tour de 2016 | Circuito da Argélia                  | Jesús Alberto Rubio      |
| 5 de março  | UCI Africa Tour de 2016 | 1ª etapa do Tour de la Wilaya d'Oran | Tomas Vaitkus            |
| 6 de março  | UCI Africa Tour de 2016 | 2ª etapa do Tour de la Wilaya d'Oran | Luca Wackermann          |
| 7 de março  | UCI Africa Tour de 2016 | 3ª etapa do Tour de la Wilaya d'Oran | Luca Wackermann          |
| 7 de março  | UCI Africa Tour de 2016 | Tour de la Wilaya d'Oran             | Luca Wackermann          |
| 8 de março  | UCI Africa Tour de 2016 | Grande Prêmio de Oran                | Tomas Vaitkus            |
| 10 de março | UCI Africa Tour de 2016 | 1ª etapa do Tour de Blida            | Luca Wackermann          |
| 11 de março | UCI Africa Tour de 2016 | 2ª etapa do Tour de Blida            | Adil Barbari             |
| 12 de março | UCI Africa Tour de 2016 | 3ª etapa do Tour de Blida            | Luca Wackermann          |
| 12 de março | UCI Africa Tour de 2016 | Tour de Blida                        | Luca Wackermann          |
| 13 de março | UCI Africa Tour de 2016 | 1ª etapa do Tour de Sétif            | Tomas Vaitkus            |
| 14 de março | UCI Africa Tour de 2016 | 2ª etapa do Tour de Sétif            | Essaïd Abelouache        |
| 15 de março | UCI Africa Tour de 2016 | 3ª etapa do Tour de Sétif            | Adil Barbari             |
| 16 de março | UCI Africa Tour de 2016 | 4ª etapa do Tour de Sétif            | Tomas Vaitkus            |
| 16 de março | UCI Africa Tour de 2016 | Tour de Sétif                        | Essaïd Abelouache        |
| 17 de março | UCI Africa Tour de 2016 | Critérium Internacional de Sétif     | Adil Barbari             |
| 19 de março | UCI Africa Tour de 2016 | 1ª etapa do Tour de Annaba           | Adil Barbari             |
| 20 de março | UCI Africa Tour de 2016 | 2ª etapa do Tour de Annaba           | Luca Wackermann          |
| 21 de março | UCI Africa Tour de 2016 | 3ª etapa do Tour de Annaba           | Adil Barbari             |
| 22 de março | UCI Africa Tour de 2016 | 4ª etapa do Tour de Annaba           | Essaïd Abelouache        |
| 22 de março | UCI Africa Tour de 2016 | Tour de Annaba                       | Luca Wackermann          |
| 23 de março | UCI Africa Tour de 2016 | 1ª etapa do Tour de Constantino      | Adil Barbari             |
| 24 de março | UCI Africa Tour de 2016 | 2ª etapa do Tour de Constantino      | Jesús Alberto Rubio      |
| 25 de março | UCI Africa Tour de 2016 | 3ª etapa do Tour de Constantino      | Adil Barbari             |
| 25 de março | UCI Africa Tour de 2016 | Tour de Constantino                  | Tomas Vaitkus            |
| 17 de abril | UCI Europe Tour de 2016 | 4ª etapa do Tour de Mersin           | Essaïd Abelouache        |
| 7 de maio   | UCI Europe Tour de 2016 | 4ª etapa do Tour do Azerbaijão       | Luca Wackermann          |
| 21 de maio  | UCI Africa Tour de 2016 | 1ª etapa da Volta à Tunísia          | Yousef Mirza Bani Hammad |

#### Campeonatos nacionais
| Datas      | Carreiras                                        | Ganhador                 |
| 1 de abril | Campeonato dos Emirados Árabes em estrada        | Yousef Mirza Bani Hammad |
| 9 de abril | Campeonato dos Emirados Árabes em contrarrelógio | Yousef Mirza Bani Hammad |

## Modelo

### Elenco de 2016
| Nome                      | Nascimento | Nacionalidade          | Equipa de 2015                       |
| Ammar Abdullah            | 15/09/1993 | Emirados Árabes Unidos | Neoprofissional                      |
| Essaïd Abelouache         | 20/07/1988 | Marrocos               | Fath Union Sport                     |
| Majid Al Balushi          | 31/05/1987 | Emirados Árabes Unidos | Neoprofissional                      |
| Ali Al Hassani            | 08/08/1986 | Emirados Árabes Unidos | Neoprofissional                      |
| Jaber Al Mansoori         | 09/11/1991 | Emirados Árabes Unidos | Neoprofissional                      |
| Ahmed Al Mansory          | 08/01/1990 | Emirados Árabes Unidos | Neoprofissional                      |
| Nasser Al Memari          | 25/02/1987 | Emirados Árabes Unidos | Neoprofissional                      |
| Adil Barbari              | 27/05/1993 | Argélia                | Groupement Sportif Pétrolier Algérie |
| Yousef Mirza Bani Hammad  | 08/10/1988 | Emirados Árabes Unidos | Neoprofissional                      |
| Khayyam Mohamad           | 25/12/1995 | Emirados Árabes Unidos | Neoprofissional                      |
| Jesús Alberto Rubio       | 25/01/1992 | Espanha                | Neo (Caja Rural-Seguros RGA amador)  |
| Mohamad Talal Soudir Shir | 07/06/1996 | Emirados Árabes Unidos | Neoprofissional                      |
| Tomas Vaitkus             | 04/02/1982 | Lituânia               | Rietumu-Delfin                       |
| Luca Wackermann           | 13/03/1992 | Itália                 | Southeast                            |